# Iptar-Sin
Iptar-Sin, 45.º rey de Asiria (1662 a. C. - 1650 a. C.).
Hijo y sucesor de Šarma-Adad I, según la Crónica real asiria. No conocemos los hechos de su reinado. Fue sucedido por Bazaia, un hijo del rey Bēlu-bāni.
| Predecesor: Šarma-Adad I | Rey de Asiria 1662 a. C.-1650 a. C. | Sucesor: Bazaia |